# Rio Aterro
O rio Aterro é um curso de água que banha o estado da Paraíba, Brasil.